# Teorema dell'esagono di Pappo

Il teorema dell'esagono di Pappo è un teorema di geometria proiettiva del piano che asserisce che dato un esagono qualsiasi ABCDEF, in cui i vertici A, C, E giacciono su una retta ed i vertici B, D, F giacciono su un'altra retta, se si considerano i punti:
{\displaystyle P=r_{AB}\ \cap \ r_{DE}}
{\displaystyle Q=r_{BC}\ \cap \ r_{EF}}
{\displaystyle R=r_{CD}\ \cap \ r_{FA}}
dove {\displaystyle r_{XY}} è la retta che contiene i vertici X ed Y (e quindi anche il lato XY dell'esagono), allora tali punti P, Q, R sono allineati.